# Liste von Persönlichkeiten der Stadt Celle
Diese Liste von Persönlichkeiten der Stadt Celle versammelt die Ehrenbürger, Söhne und Töchter der Stadt – ohne Anspruch auf Vollständigkeit – sowie weitere Persönlichkeiten, die mit der Stadt Celle verbunden sind.

## Ehrenbürger
- Simon Hoppener († 1566), herzoglicher Amtsschreiber und späterer Rentmeister – seit 1547 (ältester „registrierter“ Ehrenbürger Deutschlands)
- Medizinalrat Ludwig Andreas Koeler (* 1773; † 1836), Hofmedikus, Lehrer am Chirurgischen Institut Celle, Direktor des Kollegs der Vereinigten Armenanstalten – seit 1832 (Hingabe zum Mitmenschen, 1. „offizieller“ Ehrenbürger der Stadt)
- Ferdinand Hartzer (* 1838; † 1906), Bildhauer – seit 1891 (hohe und dauerhafte Verdienste im künstlerischen Bereich, z. B. Thaer- und ehem. Germania-Denkmal)
- Gerhard Lucas Meyer (* 1830; † 1916), Industrieller, Geheimer Kommerzienrat – seit 1905 (Stifter des Neubaus des Celler Kinderhospitals), Ehrenbürger der Städte Celle und Peine
- Wilhelm Bomann (* 1848; † 1926), Fabrikant, Gründer des „Vaterländischen Museums“, 1923 umbenannt in „Bomann-Museum“ – seit 1907 (für grundlegende Arbeiten über bäuerliche Sitten und Brauchtum)
- Wilhelm Denicke (* 1852; † 1924), Jurist, Oberbürgermeister – seit 1924 (besonderes Engagement für die Jugend und die industrielle Stadtentwicklung)
- Harry Trüller (* 1868; † 1934), Keks- und Zwiebackfabrikant, Bürgervorsteher, Senator – seit 1930 (u. a. Initiator der Celler Straßenbahn)
- Otto Telschow (* 1876; † 1945), seit 1936 (Aberkennung am 12. Juli 2007)
- Wilhelm Heinichen (* 1883; † 1967), Mitglied der Landessynode der ev.-luth. Landeskirche, Landrat, Ratsherr, Oberbürgermeister – post mortem 1969
- Generalkonsul Hermann von Rautenkranz (* 1883; † 1973) – seit 1973 (vom Bohrarbeiter zum Pionier der heimischen Erdölwirtschaft)
- Carla Meyer-Rasch (* 1885; † 1977), Heimatforscherin, Schriftstellerin und Journalistin – seit 1973
- Herbert Severin (* 1931), Jurist, Ratsherr, Bürgermeister und 1986–2001 Oberbürgermeister – seit 25. Januar 2002 (für hervorragende und beispiellose Verdienste)
- Lieselotte Tansey (* 1920; † 2016), Trägerin der Ehrenmedaille der Stadt und des Niedersächsischen Verdienstordens – seit 19. August 2009 (für soziales und kulturelles Engagement und hervorragende Verdienste). Hermann von Rautenkranz (s. o.) und Lieselotte Tansey-von-Rautenkranz waren Vater und Tochter.
- Robert Simon (* 1946), Kunstmanager, -sammler, Galerist, Stifter, Museumsgründer und -leiter – seit 2015 (erfolgreiche langjährige Zusammenarbeit zwischen Ehrenamt und öffentlichem Träger)

## Söhne und Töchter der Stadt

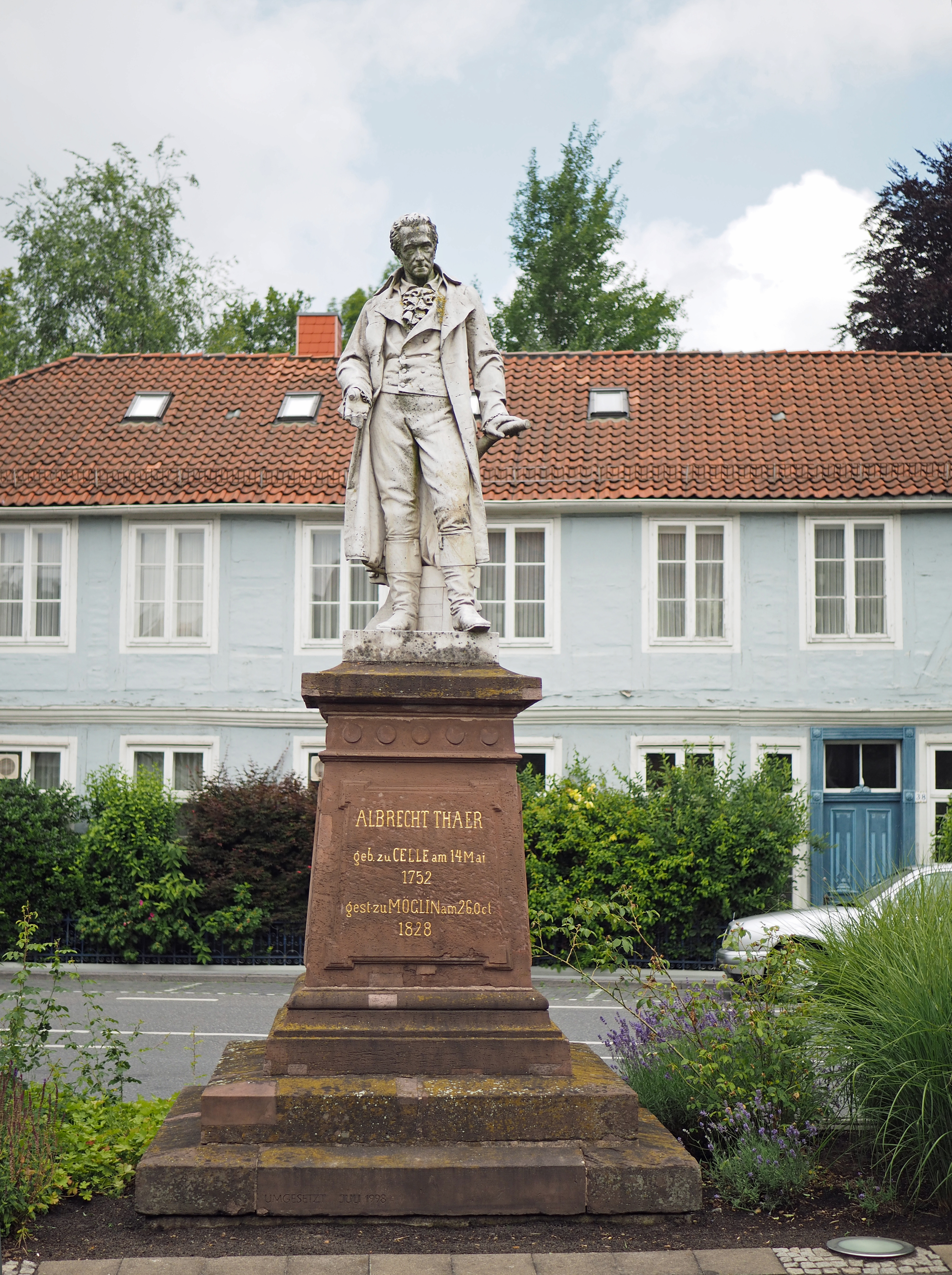
Albrecht-Thaer-Denkmal

### Bis 1800
- Jakob Dammann (1534–1591), lutherischer Geistlicher, Reformator der Grafschaft Schaumburg
- Sophia von Braunschweig-Lüneburg (1541–1631), Adlige, Ehefrau Graf Poppos XII. von Henneberg-Schleusingen
- Franz Julius Döteber (1575–1648), Bildhauer, Elfenbeinschnitzer und Baumeister
- Franz Eichfeld (1635–1707), evangelisch-lutherischer Theologe und Generalsuperintendent der Generaldiözese Lüneburg-Celle
- Johann Christian Bacmeister (1662–1717), Rechtswissenschaftler und Kanzleidirektor von Celle
- Sophie Dorothea von Braunschweig-Lüneburg (1666–1726), war durch Heirat Kurprinzessin von Hannover und ab 1714 de jure Königin von England. Sie ging als Prinzessin von Ahlden in die Geschichte ein.
- Georg Ernest von Melvill (1668–1742), 1678 Page am Hof des Herzogs Georg Wilhelm von Braunschweig-Lüneburg, 1685 Offizier des Celler Infanterie-Regiments La Motte, 1728 Generalleutnant und Gouverneur der Festung Hameln, 1733 Kommandant der Residenz Hannover, 1735 General der Infanterie
- Lucas Bacmeister (1672–1748), evangelisch-lutherischer Theologe und Generalsuperintendent der Generaldiözese Bremen-Verden
- Johann Franz Capellini von Wickenburg (1677–1752), Freiherr sowie kurpfälzischer Geheimer Rat und Autor des regionalhistorisch bedeutsamen Werkes Thesaurus Palatinus
- Johann Jakob Brückmann (1680–1750), Militäringenieur und General in Kurhannoverschem Dienst, 1712–1750 Kommandant der Festung Harburg
- Johann Hermann von L’Estocq (1692–1767), Chirurg, Politiker am Hof der russischen Kaiserin Elisabeth
- Heinrich Christoph Bröckel (1693–1773), Architekt und Militäringenieur
- Georg Ebell (1696–1770), Geistlicher, Abt des Klosters Loccum
- Friedrich Wilhelm von der Schulenburg (1699–1764), preußischer Hauptmann und Gutsherr
- Gottlieb Christian von Ramdohr (1700–1773), kurhannoverscher Oberst
- Johann Roger Christian Corwante (1712 oder 1720–1753), Theologe und Schulleiter
- Benjamin J. Hase (1720–1803), Architekt
- Johann Kilian Just von Berger (1723–1791), königlich-dänischer Hofmedicus, königlicher Leibarzt, Mitglied der Stockholmer Akademie der Wissenschaften
- Johann Jakob Dusch (1725–1787), Schriftsteller und Schulmann
- Johann Daniel Taube (1725–1799), Mediziner, Stadtphysikus, englischer und braunschweig-lüneburgischer Hof- und Leibarzt
- Johann Friedrich Julius Topp (1735–1784), Arzt und Schriftsteller, Hausarzt und Freund Lessings
- Valentin von Berger (1739–1813), dänischer General
- August Otto von Grote (1747–1830), preußischer Minister und Diplomat
- Heinrich Johann Jacob Elderhorst (1749–1806), Amtsvogt in Bissendorf
- Woldemar Friedrich von Schmettau (1749–1794), Diplomat in dänischen Diensten und Schriftsteller
- Albrecht Daniel Thaer (1752–1828), Begründer der Agrarwissenschaft
- Heinrich Julius von Lindau (1754–1776), Leutnant, fiel im Amerikanischen Unabhängigkeitskrieg
- Johann Samuel von Berger (1756–1838), hannoverscher Generalmajor
- Ernst von Gemmingen-Hornberg (1759–1813), Diplomat und Komponist
- Ernst Friedrich Wilhelm Schulze (1759–1820), Jurist, Stadtsyndikus und Bürgermeister von Celle
- August von Berger (1765–1850), hannoverscher Generalleutnant und Gesandter in Berlin
- Ludwig von Kielmansegg (1765–1850), Befreiungskämpfer und Hofbeamter
- Georg Ludwig König (1766–1849), Klassischer Philologe, Direktor der Gelehrtenschule zu Eutin
- Johann Frankenfeld (1771–1853), Jurist, Kammersekretär, Hofrat und außerordentliches Mitglied des Hannoverschen Staatsrats
- Levin Karl von Hohnhorst (1772–1836), Jurist, Kanzleirat, Reichskammergerichts-Assessor, Staatsrat und Oberhofrichter
- August Peter Julius du Menil (1777–1852), Apotheker und Ober-Bergkommissär
- Heinrich Gottlieb Köhler (1779–1849), Mathematiker und Hochschullehrer
- Carl Heinrich Wünsch (1779–1855), Architekt und Baumeister
- Johann Friedrich Ziegler (1785–1860), Jurist, Königlich Hannoverscher Amtmann und Schriftsteller
- Wilhelm Ernst von Beaulieu-Marconnay (1786–1859), Oldenburgischer Geheimer Rat und Vorsitzender im Oldenburgischen Staatsministerium
- Salomon Philipp Gans (1788–1843), Jurist und Publizist
- Ernst Schulze (1789–1817), Dichter der Romantik
- Friedrich Wilhelm von Dachenhausen (1791–1855), Landdrost in Hannover, Begründer und Vizepräsident des Gewerbevereins für das Königreich Hannover
- August Friedrich Timaeus (1794–1875), Schokoladenfabrikant in Dresden
- Ludwig Aaron Gans (1794–1871), Unternehmer, Mitbegründer der Firma Leopold Cassella & Comp.
- Christian Schultz (1794–1878), Befreiungskämpfer, Generalleutnant und Diplomat
- Carl Siegener (1798–1827), Königlich Hannoverscher und brasilianischer Soldat im Bereich der Raketenwaffen
- Heinrich Friedrich Enckhausen (1799–1885), Organist, Komponist und Gesangslehrer

### 19. Jahrhundert

#### 1801 bis 1850
- Georg Sievers (1803–1887), Dekorationsmaler und Restaurator
- Friedrich Wilhelm Rettberg (1805–1849), evangelischer Theologe und Kirchenhistoriker
- August Heinrich Oberg (1809–1872), Jurist, Mitglied der Frankfurter Nationalversammlung
- Jakob Friedrich Ludwig Ebermann, genannt Louis Schiebler (1810–1882), Baumschulenbesitzer und Pomologe
- Karl Goedeke (1814–1887), Literaturhistoriker
- Ludwig Pfotenhauer (1815–1870), ev.-lutherischer Pfarrer und Schriftsteller
- Georg Bergmann (1819–1870), Maler
- August Hoyer (1820–1908), evangelischer Geistlicher
- Albert Schuster (1821 – n. 1903), Gymnasiallehrer, Schuldirektor und Autor
- Ferdinand Schumacher (1822–1908), Unternehmer und Vorgänger der Quaker Oats
- Oskar von Diebitsch (1823–1906), preußischer Generalmajor
- Gustav von Quintus-Icilius (1824–1885), Physiker
- Werner von Spörcken (1824–1899), Gutsbesitzer und Landwirt
- Bernhard von Poten (1828–1909), preußischer Oberst und Militärschriftsteller
- Karl Habbe (1831–1896), Architekt
- George Müller (1831–?), Fotograf und Lithograf
- Anna Kistner (1834–1911), Schriftstellerin
- Karl Lueder (1834–1895), Jurist und Hochschullehrer in Erlangen
- Wilhelm Hauers (1836–1905), Architekt in Hannover und Hamburg
- Ferdinand Hartzer (1838–1906), Bildhauer
- Adolf Schmidt (1841–1923), Psychiater
- Heinrich Gudehus (1842–1909), Tenor
- Leopold von Hassell (1843–1913), Jurist, Oberlandesgerichts-Präsident
- Louis Koch (1843–1900), Fotograf
- Karl Köhler (1847–1912), Jurist
- Fritz Wehl (1848–1925), Mühlenbesitzer, Politiker und Reichstagsabgeordneter

#### 1851 bis 1900
- Eduard von Capelle (1855–1931), Marineoffizier und Staatssekretär im Reichsmarineamt
- Karl von der Decken (1855–1935), preußischer Generalleutnant und Kavallerieinspekteur in Straßburg im Elsass
- Gerhard Korte (1858–1945), Bergwerksbetreiber, Vorsitzender des Deutschen Kalisyndikats und Pionier des Kalibergbaus
- Rudolf Hermanns (1860–1935), Maler
- Bruno Louis Schaefer (1860–1945), Jurist, Senator in Hamburg, Präsident des Landesfinanzamts Unterelbe
- Carl Freundel (1861–1944), Politiker (DVP)
- Hermann Huisken (1861–1899), Genremaler, Militärmaler und Illustrator
- Carl Kricheldorf (1863–1934), Maler
- Cuno von Rantzau (1864–1956), Oberhofmarschall in Mecklenburg-Schwerin
- Wilhelm Kricheldorff (1865–1945), Maler
- Carl Mispagel (1865–1939), Kupferstecher und Radierer
- Wilhelm Paulmann (1865–1948), Apotheker, Lebensmittelchemiker sowie Stadtrat in Kassel
- Wilhelm Meyer (1867–1929), Industrieller, Reichstagsabgeordneter
- Harry Trüller (1868–1934), Keks- und Zwiebackfabrikant, Bürgervorsteher und Senator
- Tido von Brederlow (1873–1934), Generalmajor und Ritter des Ordens Pour le Mérite
- Hermann Erythropel (1874–1930), Jurist, Autor und Ministerialbeamter
- August Isenbart (1876–1940), Reichsgerichtsrat
- Franz Stolberg (1876–1938), Malermeister und Politiker (DVP)
- Karla Lehr (1877–1958), Malerin
- Ernst Emil Herzfeld (1879–1948), Vorderasiatischer Archäologe, Altorientalist und Epigraphiker
- Otto Wolff (1879–1920), deutscher Fotograf und Unternehmer, betrieb ein Kaiserpanorama in Celle
- Albert Nüsse (1882–1965), Geodät
- Robert Lehr (1883–1956), Politiker (DNVP, CDU)
- Theodor Alexander Nühsmann (1885–1962), Sanitätsoffizier und HNO-Arzt
- Theodor Krüger (1891–1966), Musiklehrer, Chorleiter, Pianist, Komponist und Autor
- Roland Freisler (1893–1945), Jurist und Politiker (NSDAP)
- Hildegard Staehle, geborene Luther (1894–1945), Sozialfürsorgerin, Widerstandskämpferin gegen den Nationalsozialismus, Mitbegründerin der (CDU) in der SBZ und Berlin
- Fritz Bötel (1896–1984), Lehrer, Jurist, Maler, Radierer, Grafiker, Heraldiker und Exlibriskünstler
- Heinrich Wichmann (1898–1962), Architekt

### 20. Jahrhundert

#### 1901 bis 1925
- Joseph Albert Otto (1901–1981), Jesuit, Missionswissenschaftler
- Johannes Schulze (1901–1980), evangelisch-lutherischer Theologe
- Hansgerhard Weiss (1902–1982), Schriftsteller und Literaturwissenschaftler
- Fritz Timme (1903–1976), Historiker und Hochschullehrer
- August Schirmer (1905–1948), Architekt, Bauingenieur, Hauptstellenleiter im Amt Rosenberg und Mitglied des Reichstages
- Horst von Usedom (1906–1970), Generalmajor im Zweiten Weltkrieg
- Hans Moser (1907–1994), SS-Führer und Amtsleiter im SS-Wirtschafts- und Verwaltungshauptamt
- Richard Ohling (1908–1985), Politiker (NSDAP)
- Helmut Coing (1912–2000), Rechtswissenschaftler und Universitätsprofessor in Frankfurt am Main
- Will van Deeg (1916–1980), Schauspieler und Sänger
- Ilse Busch (1919–1991), Politikerin (SPD), Abgeordnete des Hessischen Landtags
- Hans-Georg Ernst (1921–2000), Generalleutnant der Nationalen Volksarmee in der DDR
- Marianne Schubart-Vibach (1921–2021), Schauspielerin, Regisseurin und Drehbuchautorin
- Wilfried Hasselmann (1924–2003), Landwirt und Politiker (CDU)
- Hans Hubrig (1924–1982), Unternehmer und Politiker (CDU)
- Günther Volker (1924–1999), Sportfunktionär
- Hanfried Müller (1925–2009), evangelischer Theologe und inoffizieller Mitarbeiter der DDR-Staatssicherheit
- Helmut Schmidt-Harries (1925–2015), Lehrer, Stadtrevierförster, Politiker (FDP) und Heimatforscher

#### 1926 bis 1950
- Ernst Heitsch (1928–2019), klassischer Philologe
- Götz Wiese (1928–2012), Organist und Landeskirchenmusikdirektor
- Heide Dobberkau (1929–2021), Bildhauerin und Medailleurin
- Helmut Meine (1929–2016), Kommunalpolitiker (CDU), Historiker und Ortschronist
- Hugo Reuter (1930–2021), Politiker (SPD) und Mitglied des Niedersächsischen Landtages
- Helmut Brandes (* 1932), Jurist
- Otto-Raban Heinichen (* 1932), Jurist und Diplomat, Botschafter der Bundesrepublik Deutschland
- Helmut Lippelt (1932–2018), Politiker (Bündnis 90/Die Grünen)
- Hans-Günther Bigalke (1933–2019), Mathematiker und Hochschullehrer
- Wilhelm Kücker (1933–2014), Architekt und Verbandsfunktionär
- Klaus Becker (* 1934), Jurist und Regierungspräsident des Regierungsbezirks Lüneburg
- Irma Blank (1934–2023), deutsch-italienische Malerin und Grafikerin
- Volker Fahlbusch (1934–2008), Wirbeltier-Paläontologe und Hochschullehrer
- Bernd-Reiner Voß (1934–2021), Altphilologe und Hochschullehrer
- Manfred W. Hellmann (* 1936), Linguist und Germanist
- Wilhelm Pahls (* 1936), Evangelist und Prediger
- Jürgen Leinemann (1937–2013), Journalist und politischer Korrespondent
- Wolfgang Lüder (1937–2013), Politiker (FDP)
- Hermann Schridde (1937–1985), Springreiter und Bundestrainer der deutschen Springreiter
- Hartmut Harthausen (* 1938), Historiker und Bibliothekar
- Albert Heinemann (1938–2023), Jurist und Politiker (CDU)
- Eberhard Schmidt-Aßmann (* 1938), Rechtswissenschaftler, Hochschullehrer
- Jörn Ebeling (1939–2006), deutscher Dichter und Übersetzer
- Karin Kremer (1939–2019), Künstlerin
- Otto Stumpf (1940–2017), Kanute, Sportfunktionär und Politiker (CDU)
- Henning Thiele (1940–2007), Unternehmer, später Sozialarbeiter und Suchtbeauftragter in Bergheim (Rhein-Erft-Kreis), Träger des Bundesverdienstkreuzes
- Albrecht Hoffmann (* 1941), Bauingenieur, Fachhistoriker und Hochschullehrer
- Elke Loewe (* 1941), Schriftstellerin und Drehbuchautorin
- Gerd Vonderach (* 1941), Soziologe
- Marianne Dextor (1942–2020), Malerin, Grafikerin und Fotografin
- Werner Becker (* 1943), Musiker, Arrangeur und Musikproduzent
- Frieder Gadesmann (1943–2014), evangelischer Theologe, Religionspädagoge und Erziehungswissenschaftler
- Volker Ullrich (* 1943), Historiker und Publizist
- Hans-Jürgen Dörner (* 1944), Jurist, Autor von Fachliteratur, Vizepräsident des Bundesarbeitsgerichts
- Almut Heise (* 1944), Malerin, Grafikerin und Hochschullehrerin
- Ulla Luther (* 1944), Architektin und Stadtplanerin, Bremer Staatsrätin
- Hans-Helmut Decker-Voigt (* 1945), Musiktherapeut, Publizist und Hochschullehrer
- Wolfgang Kubin (* 1945), Sinologe und Essayist
- Kurt Rüdiger Maatz (* 1945), Richter am Bundesgerichtshof
- Günter Thews (1945–1993), Kabarettist (Die 3 Tornados)
- Rolf Jördens (* 1946), Agrarwissenschaftler
- Elisabeth Naomi Reuter (1946–2017), Malerin, Illustratorin und Kinderbuchautorin
- Eckart Birnstiel (* 1947), Historiker
- Klaus Fredenhagen (* 1947), Physiker
- Harald Fugger (* 1947), Brigadegeneral der Bundeswehr (im Ortsteil Garßen)
- Christiane Möbus (* 1947), Bildhauerin, Objektkünstlerin und Hochschullehrerin
- Ida Schöffling (1947–2025), Lektorin und Verlegerin
- Achim Amme (* 1949), Autor, Schauspieler, Musiker
- Klaus von der Brelie (1949–2016), Journalist
- Rainer Buchholz (* 1949), Pädagoge und Politiker, Abgeordneter in der Bremischen Bürgerschaft
- Dieter Büttner (* 1949), Leichtathlet und Olympiateilnehmer
- Traudel Gemmer (* 1949), Steuerberaterin, Mitglied des Landesverfassungsgerichts Sachsen-Anhalt
- Christoph Helm (* 1949), Wissenschaftsadministrator, Staatssekretär in Sachsen-Anhalt und Brandenburg
- Michael Kühne (* 1949), Metrologe
- Billie Zöckler (1949–2019), Schauspielerin
- Hans-Christoph Ammon (* 1950), General
- Oskar Ansull (i. e. Uwe Hartmann) (* 1950), Schriftsteller
- Werner Bergmann (* 1950), Soziologe und Antisemitismusforscher
- Henning Dralle (* 1950), Chirurg
- Gabriele Heise (* 1950), Hörfunkjournalistin
- Gustav Humbert (* 1950), Manager
- Carsten Klingemann (* 1950), Soziologe, Hochschullehrer
- Angelika Kraus (* 1950), Schwimmerin und Olympiateilnehmerin
- Karl-Heinrich Langspecht (1950–2011), Jurist und Landtagsabgeordneter (CDU)
- Dierk Scheel (1950–2022), Biochemiker und Molekularbiologe

#### 1951 bis 1975
- Hendrik Auhagen (* 1951), Autor und Politiker (Grüne)
- Carl Othmer (1951–2019), Jurist und Staatsrat in Bremen
- Friedhelm Schatz (* 1951), Unternehmer und Themenpark-Inhaber
- Alfred Tacke (* 1951), Wirtschaftswissenschaftler und Politiker (SPD)
- Irmtraud Götz von Olenhusen, geb. von Hinüber (* 1952), Historikerin und Hochschullehrerin
- RWLE Möller (1952–2001), Künstler und Sachbuch-Autor, Privatgelehrter, Lokalhistoriker und Aktivist
- Bernd Polster (* 1952), Publizist und Künstler
- Andreas Radbruch (* 1952), Immunologe
- Rüdiger Hachtmann (* 1953), Historiker
- Roland Kaehlbrandt (* 1953), Stiftungsmanager und Sachbuchautor, Vorstandsvorsitzender der Stiftung Polytechnische Gesellschaft
- Ines Lindner (1953–2022), Kunsthistorikerin
- Rainer Marwedel (* 1954), Sozialwissenschaftler und Herausgeber
- Kersten Meier (1954–2001), Schwimmer
- Uwe Pralle (1954–2008), Kulturjournalist
- Helmuth Albrecht (* 1955), Historiker
- Norbert Kandel (* 1955), Journalist und Autor
- Ernie Reinhardt (* 1955), Schauspieler (Pseudonym „Lilo Wanders“)
- Irene Soltwedel-Schäfer (* 1955), Politikerin und Unternehmerin
- Thomas Bührke (* 1956), Wissenschaftsjournalist
- Hans Pleschinski (* 1956), Schriftsteller
- Hans-Jürgen Müller (* 1957), Politiker (Bündnis 90/Die Grünen)
- Axel Binder (* 1958), Generalmajor des Heeres der Bundeswehr
- Jan Born (* 1958), Neurowissenschaftler und Hochschullehrer
- Uwe Ronge (* 1958), ehemals Fußball-Bundesligaspieler von Hannover 96
- Andreas Wiebe (* 1959), Rechtswissenschaftler und Hochschullehrer
- Michael Ankermann (* 1960), Politiker (CDU)
- Gudrun Gut, geb. Bredemann (* 1960), Musikerin, DJ und Moderatorin
- Ralf Pröve (* 1960), Historiker
- Cord Riechelmann (* 1960), Journalist, Biologe und Philosoph
- Gabi Bauer (* 1962), Fernsehmoderatorin
- Harald Bergmann (* 1963), Regisseur, Filmproduzent
- Angela Hohmann (* 1963), Politikerin (SPD)
- Rainer Sellien (* 1963), Schauspieler
- Siegrid Westphal (* 1963), Historikerin und Hochschullehrerin
- Detlev Belder (* 1964), Chemiker und Hochschullehrer
- Jens Roth (* 1964), Schauspieler und Regisseur
- Endrik Wottrich (1964–2017), Opernsänger (Tenor)
- Tom Bartels (* 1965), Sportreporter
- Matthias Blazek (* 1966), deutscher freier Journalist, Historiker und Publizist
- Christoph Siegfried Herrmann (* 1966), Psychologe
- Daniel Casimir (* 1967), Jazzmusiker
- Mathias Hensch (* 1967), Mittelalterarchäologe
- Thilo Hofmann (* 1967), Geowissenschaftler und Hochschullehrer
- Karen Nolte (* 1967), Professorin für Medizingeschichte
- Hanno Rauterberg (* 1967), Journalist und Kritiker
- Silke Schatz (* 1967), Künstlerin
- Lars Tietje (* 1967), Theaterintendant
- Hendrik Handloegten (* 1968), Regisseur
- Stephanie Hundertmark (* 1968), Sängerin und Songwriterin
- Loomit (* 1968), Graffitikünstler
- Jochen Neurath (* 1968), Komponist, Arrangeur und Dirigent
- Nicole Noevers (* 1968), niederländische Fernsehmoderatorin
- Henning Otte (* 1968), Politiker (CDU), MdB
- Jochen von Bernstorff (* 1970), Rechtswissenschaftler, Diplomat und Hochschullehrer
- Jörg Bode (* 1970), Politiker (FDP), Niedersächsischer Minister
- Stefan Westphal (* 1970), Radiomoderator und Medienunternehmer
- Marten Breuer (* 1971), Jurist und Hochschullehrer
- Julia Encke (* 1971), Kulturjournalistin, Literaturwissenschaftlerin und Buchautorin
- Bettina Hammer, geb. Winsemann (* 1971), Autorin
- Stefan Weeke (* 1971), Jazzbassist
- Gerd Hachmöller (* 1972), Kolumnist und Leiter des Amtes für Kreisentwicklung im Landkreis Rotenburg
- Christian Oliver (1972–2024), Schauspieler
- Carola Dietze (* 1973), Historikerin
- Lena Falkenhagen (* 1973), Autorin und Lektorin
- Andreas Kubik-Boltres (* 1973), evangelischer Theologe, Hochschullehrer
- Alexander Wille (* 1973), Politiker (CDU)
- İdil Baydar (* 1975), Kabarettistin und Schauspielerin
- Tobias Heilmann (1975–2025), Politiker
- Berend Lindner (* 1975), Jurist, politischer Beamter und Politiker (CDU)
- Katrin Weisser (* 1975), Schauspielerin

#### 1976 bis 2000
- Julia Kunze (* 1976), Schauspielerin
- Mirja du Mont, geb. Becker (* 1976), Schauspielerin, Model und Playmate
- Feleknas Uca (* 1976), Politikerin (Die Linke)
- Amelie Ernst (* 1977), Radiojournalistin
- André Trepoll (* 1977), Politiker (CDU)
- Thorsten Zirkel (* 1977), Quizspieler
- Ann-Kristin Leo (* 1978), Schauspielerin
- Anneke Schwabe (* 1978), Film- und Theaterschauspielerin
- Katrin Beinroth, verh. Simper (1981–2020), Judoka (4. Dan)
- Felix Butzlaff (* 1981), Politologe
- Florian Ludewig (* 1981), BMX-Radsportler und -Trainer
- Florian Gahre (* 1982), Politiker (SPD)
- Kai Januschowski (* 1982), Augenarzt, Wissenschaftler und Hochschullehrer
- Anna Sara Lange (* 1982), Journalistin, Sportmoderatorin
- Martin Kordić (* 1983), Schriftsteller
- Alex Raack (* 1983), Autor und Journalist
- Alex Boyd (* 1984), britischer Fotograf
- Jenny Brosinski (* 1984), Bildende Künstlerin
- Dustin Brown (* 1984), deutsch-jamaikanischer Tennisspieler
- Christian Glienewinkel (* 1985), Altenpfleger und Amateur-Springreiter
- James Hiller (* 1985), Schriftsteller
- Hendrik Quast (* 1985), Aktions- und Performancekünstler
- Torben Schiewe (* 1985), Volleyballspieler
- Lars Lehnhoff (* 1986), Handballspieler
- Jörn Schepelmann (* 1986), Politiker (CDU)
- Jens-Christoph Brockmann (* 1987), Politiker (AfD)
- Hauke Wagner (* 1987), Volleyballspieler
- Swantje Schendel (* 1988), Politikerin (Bündnis 90/Die Grünen)
- Jasmin Ehm (* 1991), Sportlerin, Weltmeisterin im Minigolf
- Sven Pfizenmaier (* 1991), Schriftsteller
- Helge Wezorke, geb. Baues (* 1994), Basketballspieler
- Merle Frohms (* 1995), Fußballtorhüterin
- Luca Sestak (* 1995), Boogie-Woogie-, Blues- und Jazz-Pianist und -Sänger
- Noah Sarenren Bazee (* 1996), deutsch-nigerianischer Fußballspieler
- Lena-Sophie Laue (* 1997), Politikerin (CDU)
- Tom Hoßbach (* 1998), Schauspieler
- Valerie Sophie Körfer (* 1998), Schauspielerin

### 21. Jahrhundert
- Tim Walbrecht (* 2001), Fußballspieler

## Personen, die in Celle gewirkt haben oder noch wirken

### Bis 1900
- Urbanus Rhegius, eigentlich Urban Rieger (1489–1541), Reformator
- Johann Arndt (1555–1621), nachreformatorischer Theologe
- Michael Walther der Ältere (1593–1662), lutherischer Theologe
- Georg Wilhelm, Herzog zu Braunschweig-Lüneburg (1624–1705), regierte von 1665 bis zu seinem Tod im Celler Schloss als letzter „Heideherzog“ der Welfen
- Francesco Maria Capellini, genannt Stechinelli (1640–1694), seit 1665 in Celle als Unternehmer und Hofbankier von Herzog Georg Wilhelm. Bewohnte das Stechinelli-Haus am Großen Plan 14 und ließ die Stechinelli-Kapelle in Wietze-Wieckenberg erbauen
- Weipart Ludwig von Fabrice, erster Präsident des Oberappellationsgerichts Celle
- Jeremias Herfort (vor 1680 – 1725), Goldschmied
- Reichsfreiherr Ludwig von Gemmingen-Hornberg (1694–1771), Oberappellationsrat und Vizepräsident in Celle, außerordentlicher Minister König Georgs II. von Großbritannien
- Christian Rudolf Karl Wichmann (1744–1800), evangelisch-lutherischer Geistlicher und Pädagoge, Gründer der Wichmannschen Erziehungsanstalt
- Caroline Mathilde (1751–1775), Königin von Dänemark und Norwegen im Exil
- Johann Anton Leisewitz (1752–1806), Schriftsteller und Jurist; Sohn eines Celler Weinhändlers
- Basilius von Ramdohr (1757–1822), Rat am Oberappellationsgericht Celle, Direktor der Cellischen Justizkanzlei
- Christian von Kielmansegg (1782–1848), Rat am Oberappellationsgericht Celle, Direktor der Justizkanzlei
- Wilhelm Albrecht Andreas von Ramdohr (1800–1882), hannoverscher Generalleutnant
- August von Mackensen (1849–1945), preußischer Generalfeldmarschall
- Hermann Löns (1866–1914), Redakteur und Heidedichter, wohnte in den Jahren 1903–1912 in Celle
- Leo von Jena (1876–1957), Militär und SS-General
- Bruno Hempel (1876–1937), Politiker (SPD)
- Otto Haesler (1880–1962), Architekt; gilt neben Walter Gropius und Ludwig Mies van der Rohe als bedeutender Vertreter des Neuen Bauens außerhalb des Bauhauses
- Heinrich Hüner (1881–1945), Heimatdichter und Leiter der Freien VolksBühne
- Hilmer Freiherr von Bülow (1883–1966), Offizier, zuletzt Generalleutnant in der Luftwaffe im Zweiten Weltkrieg sowie Militärschriftsteller
- Bruno Zeiß (1887–1972/73), deutscher Kommunalpolitiker und Vertriebenenfunktionär, lebte ab 1945 in Celle
- Hellmuth Röhnert (1888–1945), Industrieller während der Zeit des Nationalsozialismus
- Hans Klein (1891–1944), Offizier, zuletzt Generalmajor im Zweiten Weltkrieg: war von 1936 bis 1939 Kommandeur der Flugzeugführerschule Celle sowie zeitgleich dortiger Fliegerhorst-Kommandant
- Gertrud Wehl-Rosenfeld (1891–1976), Pianistin und Klavierpädagogin
- Hans Bohnenkamp (1893–1977), Pädagoge, Hochschullehrer und Hochschuldirektor; war 1946 Gründer und erster Direktor der neu gegründeten Pädagogischen Akademie in Celle, Professor für Pädagogik und Philosophie
- Rudolf Lochner (1895–1978), von 1946 bis 1951 Professor für Pädagogik an der Pädagogischen Akademie in Celle
- Joseph Otto Plassmann (1895–1964), Germanist und führendes Mitglied der nationalsozialistischen Forschungsgemeinschaft Deutsches Ahnenerbe
- Karl Daunicht (1898–1945), kommunistischer Widerstandskämpfer gegen den Nationalsozialismus und Opfer des Nationalsozialismus
- Günter Schwartzkopff (1898–1940), Offizier der Luftwaffe der Wehrmacht; war bis März 1935 Lehrer an der Flugzeugführerschule in Celle, zu dessen Kommandeur er am 1. April 1935 ernannt wurde

### Ab 1901
- Siegfried Westphal (1902–1982), Offizier
- Ernst Zierke (1905–1972), SS-Unterscharführer, an der „Aktion T4“ und der „Aktion Reinhardt“ beteiligt
- Armin Hörmann (1907–1979), Politiker (SPD)
- Hannes Razum (1907–1994), Intendant des Schlosstheaters Celle von 1956 bis 1972
- Kurt Rose (1908–1999), Lehrer und Autor
- Horst Niemack (1909–1992), Offizier im Heer der Wehrmacht im Zweiten Weltkrieg sowie späterer Brigadegeneral der Reserve in der Bundeswehr
- Helmuth Hörstmann (1909–1993), Arzt und Oberbürgermeister der Stadt Celle
- Heinrich Schmidt (1912–2000), SS-Hauptsturmführer und Lagerarzt in Konzentrationslagern
- Fritz Darges (1913–2009), SS-Obersturmbannführer und persönlicher Adjutant von Adolf Hitler
- Friedrich Ferdinand zu Schleswig-Holstein-Sonderburg-Glücksburg (1913–1989), Offizier und Bürgervorsteher der Stadt Glücksburg; kam ab August 1933 zum Jäger-Bataillon der Schwarzen Reichswehr in Celle
- Fritz Graßhoff (1913–1997), Zeichner, Maler, Schriftsteller und Schlagertexter; lebte von 1946 bis 1967 in Celle
- Erich Topp (1914–2005), U-Boot-Kommandant in der Kriegsmarine und später Konteradmiral in der Bundesmarine; ging in Celle zur Schule
- Heinrich Albertz (1915–1993), evang. Theologe, nach dem Zweiten Weltkrieg Pfarrer in Celle, Leiter des städtischen Flüchtlingsamtes; Regierender Bürgermeister von (West-)Berlin (1966–1967)
- Ernst Srock (1916–1998), Pädagoge und Politiker (GB/BHE)
- Tom Reichelt (1920–2004), Maler
- Hans-Hubertus Bühmann (1921–2014), Forstwirt und niedersächsischer Landespolitiker (CDU); war Vorstandsmitglied der Landkrankenkasse Celle, sowie Mitglied des Kreistages Celle und Landrat des Kreises Celle
- Ursula Flick (1924–2006), Politikerin (CDU), Oberbürgermeisterin von Osnabrück und Abgeordnete des Niedersächsischen Landtages
- Ulrich von Witten (1926–2015), Verwaltungsjurist und Kommunalbeamter; zuletzt Oberstadtdirektor in Celle
- Günter Skrodzki (1935–2012), Grafiker und Expressionist; arbeitete von 1959 bis 1967 in Celle
- Harald Range (1948–2018), Jurist; von 2001 bis 2011 Generalstaatsanwalt bei der Generalstaatsanwaltschaft in Celle
- Brigitte Streich (* 1954), Archivarin und Historikerin; Leiterin des Stadtarchivs von 1994 bis 2001
- HBz[1] (Niklas Brüsewitz und Nils Schedler), DJ- und Produzentenduo
- Mimoun Azizi (* 1972), Neurologe und Psychiater; Chefarzt am AKH Celle
- Constanze Wolpers (* 1986), Regisseurin; wuchs in Celle auf